# Петар Алаџић
Петар Алаџић (Сомбор, 22. август 1954 — Нови Сад, 15. јул 2020) био је југословенски и српски стрип сценариста. Детињство је провео у Будисави, да би се затим трајно населио у Новом Саду, где је завршио основну и средњу школу, као и Вишу економску школу.
Још као студент, под псеудонимом Пит Алад, пише научнофантастичне приче за часопис Златни кликер, који је издавао новосадски ДНЕВНИК. Стрип сценаријем се бави од 1978. године, када са Браниславом Керцем у Политикином забавнику објављује две епизоде стрипа Партизан Горан.
Током 1980-их са различитим цртачима ради на стрип серијалима Велики Блек и Лун краљ поноћи за Дневник. За новосадски ФОРУМ ради сценарија за стрип Тарзан, а за горњомилановачке Дечје новине за стрип Нинђа. Са Бранком Плавшићем креира стрип Вечерња акција, објављен у Дневниковом школском листу Невен.
Паралелно са писањем сценарија, ради као комерцијалиста за новосадску Агровојводину.
Након 1990. године потпуно се повлачи из света стрипа. 2012. године издавач ROSENCRANTZ објављује албум Вечерња акција, који обједињује најбоља дела Петра Алаџића.